# Коннелл, Десмонд
Десмонд Коннел (англ. Desmond Connell; 24 марта 1926, Филсборо, Дублин, Ирландия — 21 февраля 2017, там же) — ирландский кардинал. Архиепископ Дублина и примас Ирландии с 21 января 1988 по 26 апреля 2004. Кардинал-священник с титулом церкви Сан-Сильвестро-ин-Капите с 21 февраля 2001.